# Lovisenlund
Lovisenlund – wielofunkcyjny stadion w Larviku, w Norwegii. Może pomieścić 5000 widzów. Swoje spotkania rozgrywa na nim drużyna Larvik Turn & IF. W 1979 roku stadion gościł 78. edycję lekkoatletycznych Mistrzostw Norwegii. Na obiekcie rozegrano także finał 30. edycji piłkarskiego Pucharu Norwegii (18 października 1931 roku: Odds BK – Mjøndalen IF 3:1).